# Guntram Schultz
Guntram Dieter Schultz (* 1947 in Waldshut) ist ein deutscher Ingenieur, Hochschullehrer und Fachautor.

## Leben
Guntram Schultz studierte nach dem Abitur am Hochrhein-Gymnasium Waldshut von 1966 bis 1973 Physik und Elektrotechnik an der Universität Basel und an der Universität Karlsruhe mit dem Abschluss als Diplomingenieur. Von 1973 bis 1974 war er wissenschaftlicher Mitarbeiter am 
Hochspannungsinstitut der Universität Karlsruhe und anschließend von 1974 bis 1981 Planungsingenieur bei der Badenwerk AG in Karlsruhe. Daneben hatte er einen Lehrauftrag an der Fachhochschule Karlsruhe.
1981 wurde Guntram Schultz als Professor in den Fachbereich Elektrische Energietechnik der Fachhochschule Karlsruhe berufen. Er hielt Vorlesungen unter anderem in den Gebieten Elektrische Energiesysteme, Hochspannungstechnik, Elektrische und magnetische Felder, Regenerative Energien, Prozessdatenverarbeitung sowie Programmieren. Ab 1998 war er zudem Direktoriumsmitglied am Institut für Fremdsprachen der Fachhochschule Karlsruhe. 2002 wurde er Studiengangsleiter für den Diplomstudiengang Energie- und Automatisierungstechnik sowie für den Bachelorstudiengang Elektrotechnik. Darüber hinaus war er Mitglied der Gutachtergruppe Evaluation von Lehre und Studium im Fach Elektrotechnik an niedersächsischen Hochschulen der Zentralen Evaluations- und Akkreditierungsagentur Hannover. Dank der guten und langjährigen Kontakte von Guntram Schultz nach Brasilien konnte 2003/04 zwischen der Fachhochschule Karlsruhe und der brasilianischen Universität Universidade Federal de Minas Gerais in Belo Horizonte ein Kooperationsabkommen zum Studierendenaustausch geschlossen werden.
Guntram Schultz erarbeitete zahlreiche Fachveröffentlichungen und ist Mitautor des Fachbuchs Freileitungen und Kabel in Hoch- und Höchstspannungsnetzen, das 2024 in der zweiten Auflage erschienen ist.

## Veröffentlichungen (Auswahl)
- Guntram Schultz: Versuche zur elektrischen Energietechnik. Wandler und Schutzrelais, Parallel- und Serienschaltung von Leitungen, Dreiphasiges Sammelschienensystem. Leybold Didactic, Hürth 1992.
- Guntram Schultz: Versuche zur Elektrischen Energietechnik. Leitungsnachbildung 380 kV. Schutz von Hochspannungsleitungen. Leybold Didactic, Hürth 1993.
- Guntram Schultz: Versuche zur Elektrischen Energietechnik, Leitungsnachbildung 380 kV – Neufassung, Dreiphasentransformator. Leybold Didactic, Hürth 1994.
- Guntram Schultz: Versuche zur Elektrischen Energietechnik. Synchrongenerator und Synchronisierschaltungen. Leybold Didactic, Hürth 1995.
- Guntram Schultz: Energiehungriges Brasilien. Tropeninstitut der Fachhochschule Köln, 1995.
- Guntram Schultz: Versuche zur Elektrischen Energietechnik. Kraftwerksregelung. Leybold Didactic, Hürth 1996.
- Guntram Schultz: Versuche zur Elektrischen Energietechnik. Gleichstrommaschinen. Leybold Didactic, Hürth 2004.
- Guntram Schultz: Versuche zur Elektrischen Energietechnik. Wechselstrommaschinen. Leybold Didactic, Hürth 2004.
- Markus Palic, Konstantin O. Papailiou, Guntram Schultz: Freileitungen und Kabel in Hoch- und Höchstspannungsnetzen. Expert-Verlag, Tübingen 2022, ISBN 978-3-8169-3536-0.
- Markus Palic, Konstantin O. Papailiou, Guntram Schultz: Freileitungen und Kabel in Hoch- und Höchstspannungsnetzen kompakt. Expert-Verlag, Tübingen 2023, ISBN 978-3-381-10481-9.
- Markus Palic, Konstantin O. Papailiou, Guntram Schultz, Herbert Lugschitz: Freileitungen und Kabel in Hoch- und Höchstspannungsnetzen. 2. überarbeitete und erweiterte Auflage. Expert-Verlag, Tübingen 2024, ISBN 978-3-381-11331-6.